# Coming Home (Firelight-dal)
A Coming Home (magyarul: Hazatérés) egy dal, amely Máltát képviselte a 2014-es Eurovíziós Dalfesztiválon. A dalt a máltai Firelight együttes adta elő angol nyelven Koppenhágában.
A dal az első világháború centenáriumi évfordulója alkalmából készült, és emléket állít azoknak az embereknek, akik nem tértek haza a harcokból; erre utal a dalcím is (Hazatérés).
A dal a 2014. február 8-án rendezett Malta Eurovision Song Contest című műsorban nyerte el az indulás jogát, ahol a telefonos szavazók és a zsűri szavazata alakította ki a végeredményt, egyhatod illetve öthatod arányban. A dal 63 ponttal az első helyen végzett a 14 fős döntő mezőnyben.
A dalt Koppenhágában először a május 8-i második elődöntőben adták elő, fellépési sorrendben elsőként az izraeli Mei Feingold Same Heart című dala előtt. A szavazás során 63 ponttal a 9. helyen végzett, így továbbjutott a döntőbe.
A május 10-én rendezett döntőben fellépési sorrendben huszonkettedikként adták elő a magyar Kállay-Saunders András Running című dala után, és a dán Basim Cliche Love Song című dala előtt. A szavazás során 32 pontot szerzett, amivel a 23. helyen végzett.

## Külső hivatkozások
- Dalszöveg
- A Coming Home című dal előadása a máltai nemzeti döntőben. YouTube
- A dal első próbája koppenhágai arénában. YouTube
- A dal második próbája koppenhágai arénában. YouTube
- A dal előadása az Eurovíziós Dalfesztivál második elődöntőjében. YouTube